# Ieri oggi domani
Ieri oggi domani è un doppio album di Tiziana Rivale pubblicato il 30 giugno 2017 dall'etichetta discografica Latlantide.

## Il disco
Il primo CD contiene la ristampa dell'album Contatto del 1986 (mai editato su CD e in versione rimasterizzata), mentre il secondo CD contiene il nuovo album Ieri oggi domani; quest'ultimo composto da successi in nuove versioni e dai brani inediti Più forte e La busta. Inoltre Ieri oggi domani è stato distribuito singolarmente anche in formato digitale. 
Il brano Più forte è uscito anche come singolo, accompagnato da un videoclip diretto da Andrea La Greca e interpretato dalla stessa Tiziana Rivale.

## Tracce
CD 1 - Contatto (1986)
1. La soffitta (G. Salomoni, L. Piergiovanni)
2. Non siamo angeli (L. Piergiovanni)
3. My soul (L. Piergiovanni, Rivale)
4. Per te che mi apri l'universo (A. Mango, P. Mango, S. D'Auria)
5. Ferma il mondo (G. Salomoni, L. Piergiovanni, Rivale)
6. Moviestory (G. Salomoni, L. Piergiovanni, R. Spellmann, Rivale)
7. Il viaggiatore (G. Salomoni, Rivale)
8. No stormy weather (M. Nakajima, Rivale)
9. Il tempo va... (L. Piergiovanni)

CD 2 - Ieri oggi domani (2017)
1. Più forte (F. D'Amato)
2. Fidati di me (L. Albertelli, P. Steffan, P. Donaggio)
3. Notte astrale (Rivale, L. Piergiovanni, Gisalyon)
4. Questo mondo è una baracca (C. Rego, Rettore)
5. La busta (L. Piergiovanni)
6. The Real Norma Jean (Rivale, L. Piergiovanni)
7. L'amore va (P. Calabrese, C. Gizzi)
8. Ferma il mondo (G. Salomoni, L. Piergiovanni, Rivale)
9. La soffitta (G. Salomoni, L. Piergiovanni)
10. Sarà quel che sarà (M. Fabrizio, R. Ferri)
11. Why (L. Albertelli, P. Steffan, P. Donaggio)